# Jardim Mitsutani
Jardim Mitsutani é um bairro localizado na zona sul da cidade de São Paulo, no distrito de Campo Limpo.

## História
O bairro foi fundado a partir do loteamento de terras anteriormente pertencentes ao imigrante japonês Magoichi Mitsutani.

Magoichi Mitsutani foi um agricultor e membro da Cooperativa Agrícola de Cotia. 

## Pontos de Interesse
Sua principal via é a Rua Koto Mitsutani, que se inicia na Estrada Pirajuçara-Valo Velho (limite com o Jardim Maria Sampaio) e termina na junção das Avenida Alto de Vila Pirajuçara (limite com o Jardim Sete Lagos e Parque Sônia) e Avenida Cantos do Amanhecer (limite com o Jardim Eledy).

Localizam-se no bairro a paróquia de São Sebastião, o posto de saúde UBS Jardim Mitsutani, a Escola Estadual Profº Francisco de Paula Conceição Júnior, o CEU Cantos do Amanhecer, a Creche Municipal Jardim Mitsutani e o CEI - Centro Educacional Integrado Turma da Touca.

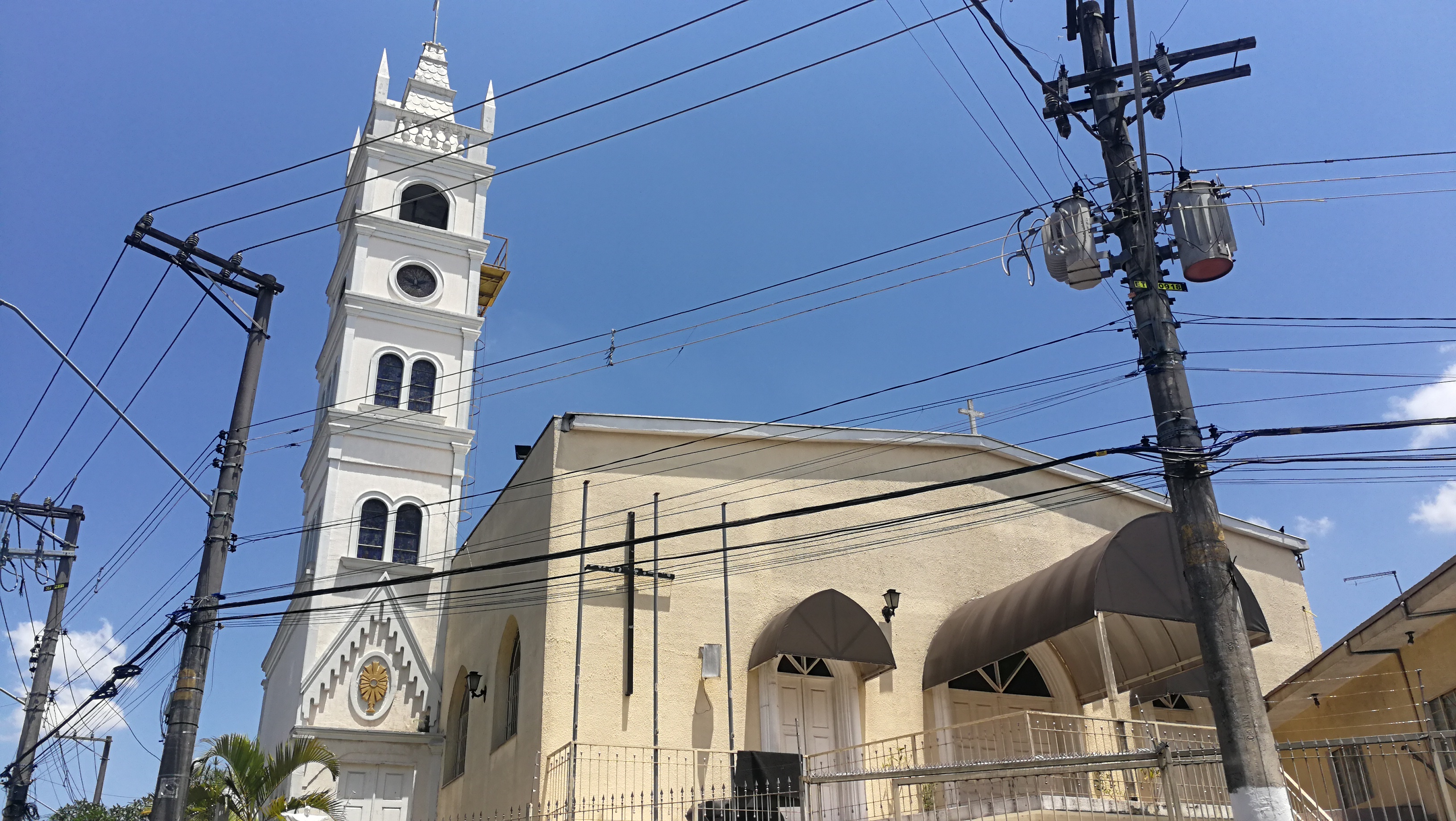
Paróquia São Sebastião

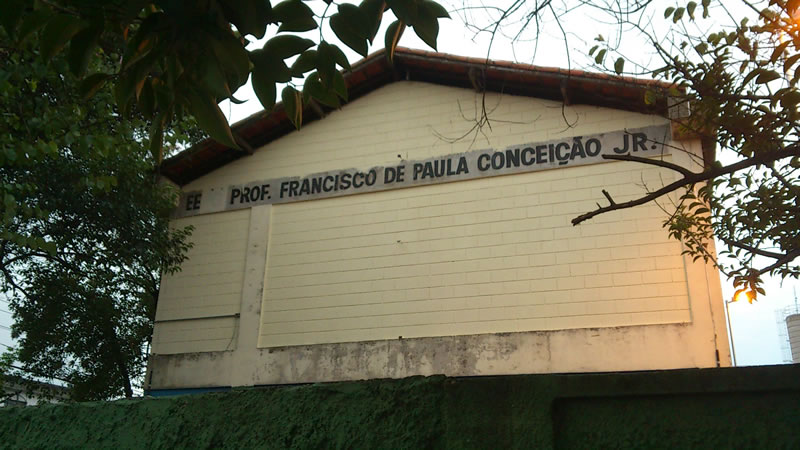
E.E. Prof. Francisco de Paula Conceição Jr.